# Homologe Temperatur
Die homologe Temperatur {\displaystyle T_{\mathrm {H} }} beschreibt das Verhältnis der Temperatur {\displaystyle T} eines Stoffes zu seiner Schmelztemperatur {\displaystyle T_{\text{S}}}:
{\displaystyle T_{\text{H}}={\frac {T}{T_{\text{S}}}}}
Dabei wird die thermodynamische Temperatur in Kelvin verwendet:
Oberhalb einer gewissen homologen Temperatur von mindestens 0,3 bis 0,4 kriechen Metalle unter Belastung, d. h. ihre Dehnung steigt mit der Zeit. Dies ist z. B. in Elektronikanwendungen von Bedeutung, in denen Aufbauten aus unterschiedlichen Metallen (z. B. Kupferbeschichtung, Bleilot, Aluminium- oder Golddraht) große Temperaturunterschiede überstehen müssen.
Zudem hat die homologe Temperatur Bedeutung bei der Rekristallisation.

## Beispiele
Die homologe Temperatur von Blei bei Raumtemperatur ({\displaystyle 25\,\mathrm {^{\circ }{\text{C}}} =298{,}2\,\mathrm {K} }) beträgt 0,50, da die Schmelztemperatur {\displaystyle T_{\text{S}}=327{,}4\,\mathrm {\;^{\circ }{\text{C}}} =600{,}6\,\mathrm {K} } beträgt.
Dagegen liegt bei Raumtemperatur die homologe Temperatur von Kupfer bei nur 0,22, da dessen Schmelztemperatur {\displaystyle T_{\text{S}}=1084{,}6\,\mathrm {^{\circ }{\text{C}}} =1357{,}8\,\mathrm {K} } ist.